# Xã Caney, Quận Montgomery, Kansas
Xã Caney (tiếng Anh: Caney Township) là một xã thuộc quận Montgomery, tiểu bang Kansas, Hoa Kỳ. Năm 2010, dân số của xã này là 1.366 người.